# Akaisphecia
Akaisphecia là một chi bướm đêm thuộc họ Sesiidae.

## Các loài
- Akaisphecia melanopuncta  Gorbunov & Arita, 1995